# Business Process Execution Language
En informatique, Business Process Execution Language (ou BPEL, prononcé « bipeul », ou « bipèl »), est un langage de programmation destiné à l'exécution des procédures d'entreprise. Le BPEL est issu des langages WSFL (Web Services Flow Language) et XLANG, et est dérivé du XML.
Le BPEL vise à rendre possible le programming in the large. Les concepts de programming in the large et programming in the small distinguent deux aspects de l'écriture de procédures asynchrones à long terme qu'on voit généralement dans les procédures d'entreprise.
Ce langage a été défini dans sa version 2.0 par une spécification du consortium OASIS à la fin du mois de mars 2007.

## Le fichier BPEL
Le fichier BPEL définit le processus, ou l'enchaînement et la logique des actions qui seront exécutées par le moteur d'orchestration. La structure du fichier BPEL est la même que celle du processus. Ce fichier est véritablement le code source de l'application que constitue le processus, le moteur d'orchestration agissant comme une machine virtuelle capable d'exécuter le code BPEL.

### La balise<process>
La balise <process> est l'élément racine (au sens XML) du fichier BPEL. C'est à l'intérieur de cette balise que se retrouvera la description complète du processus. Grâce à l'attribut name, on peut donner un nom au processus.
Exemple:
```
<process
 

  
name=
"processName"

  
xmlns=
"http://docs.oasis-open.org/wsbpel/2.0/process/executable"

  
targetNamespace=
"http://example.com"

  
xmlns:tns=
"http://example.com"

  
xmlns:xsd=
"http://www.w3.org/2001/XMLSchema"
>

 

[...]

 

</process>

```

### La balise<import>
Cette balise permet d'importer un fichier WSDL par exemple :
```
<import
 
namespace=
"http://example.com"
 
location=
"fichier.wsdl"
 
importType=
"http://schemas.xmlsoap.org/wsdl/"
 
/>

```

### La balise<partnerLinks>
Cette balise permet de lier des actions définies dans le fichier WSDL (via partnerLinkType) au process BPEL. L'attribut myRole ou partnerRole définit si c'est une action qui appelle le processus ou si c'est une action appelée par le processus.
```
<partnerLinks>

  
<partnerLink
 
name=
"PartnerLink1"
 
partnerLinkType=
"tns:examplePL"
 
myRole=
"exampleRole"
 
/>

</partnerLinks>

```

### La balise<variables>
Cette balise permet de définir les variables utilisées par le processus.
```
<variables>

  
<variable
 
name=
"var"
 
messageType=
"tns:exampleMessage"
 
/>

</variables>

```

### La balise<sequence>
Cette balise va contenir des actions ou de la structure directement liée à l'exécution du processus.
```
<sequence
 
name=
"Main"
>

  
[Actions]

</sequence>

```

### La balise<receive>
Cette balise permet de recevoir un signal de l'extérieur du processus. Cela permet d'instancier un processus par exemple, ou plus généralement d'attendre qu'un évènement se termine avant de continuer le processus.
```
<receive
 
name=
"Receive1"
 
createInstance=
"yes"
 
PartnerLink=
"PartnerLink1"
 
operation=
"exampleOperation"
 
portType=
"examplePortType"
 
variable=
"var1In"
/>

```

### La balise<reply>
Cette balise permet de renvoyer une réponse à un partnerLink qui en attend une. D'abord le receive, puis, après le traitement, le reply.
```
<reply
 
name=
"Reply1"
 
PartnerLink=
"PartnerLink1"
 
operation=
"exampleOperation"
 
portType=
"examplePortType"
 
variable=
"var1Out"
/>

```

### La balise<invoke>
Cette balise permet d'appeler un webservice. Elle utilise un partnerLink « sortant » et peut ou non recevoir une réponse.
```
<invoke
 
name=
"invoke1"
 
PartnerLink=
"PartnerLink1"
 
operation=
"exampleOperation"
 
portType=
"examplePortType"
 
inputVariable=
"varIn"
 
outputVariable=
"varOut"
/>

```

### La balise<forEach>
La balise forEach permet d'effectuer une boucle. On déclare un compteur (variable qui sera incrémentée à chaque itération), une valeur de départ et une valeur finale pour ce compteur. La boucle peut s'exécuter en mode parallèle.
```
<forEach
 
name=
"superBoucle"
 
parallel=
"yes"
 
counterName=
"index"
>

  
<startCounterValue>
1
</startCounterValue>

  
<finalCounterValue>
$uneVariable
</finalCounterValue>

  
[Instructions]...

</forEach>

```

Dans cet exemple, si $uneVariable est égale à 3, la boucle sera exécutée 3 fois. Le compteur peut être appelé comme n'importe quelle variable (ici $index).

### La balise<while>
Boucle.

### La balise<repeatUntil>
Boucle.

### La balise<correlationSet>
Lorsque plusieurs actions sont lancées en mode parallèle, il peut être indispensable de les relier entre elles, par exemple, un receive peut être lié à un invoke. La balise correlationSet permet de lier des invoke et des receive entre eux. Il ne peut y avoir qu'un seul correlationSet par process, donc lorsqu'on veut utiliser des correlationSet dans un forEach en mode parallèle, le correlationSet doit être défini dans le forEach.
```
<correlationSet
 
name=
"CorSetEx"
 
properties=
"exns:propEx"
/>

```

Pour que ce soit valable, il faut avoir déclaré dans le fichier WSDL (de namespace exns et importé dans le BPEL) ceci :
```
<vprop:property
 
name=
"propEx"
 
type=
"xsd:string"
/>

<vprop:propertyAlias
 
propertyName=
"tns:propEx"
 
messageType=
"action1Response"
 
part=
"part"
>

  
<vprop:query>
idEx
</vprop:query>

</vprop:propertyAlias>

<vprop:propertyAlias
 
propertyName=
"tns:propEx"
 
messageType=
"action2Request"
 
part=
"part"
>

  
<vprop:query>
idEx
</vprop:query>

</vprop:propertyAlias>

```

Le namespace vprop correspond à http://docs.oasis-open.org/wsbpel/2.0/varprop et on suppose que les structures des messages action1Response et action2Request est identique:
```
<part>

  
<idEX>
valeur
</idEx>

  
[...]

<part>

```

Ensuite, dans l'invoke et le receive correspondants, vous renseignez la corrélation :
```
<invoke
 
...
 
>
 
<!-- Action1 -->

  
<correlations>

    
<correlation
 
set=
"CorSetEx"
 
initiate=
"yes"
 
pattern=
"response"
/>

  
</correlations>

</invoke>

<receive
 
...
>
 
<!-- Action2 -->

  
<correlations>

    
<correlation
 
set=
"CorSetEx"
 
initiate=
"no"
/>

  
</correlations>

</receive>

```

#### Spécifications
Cette section liste la plupart des spécifications considérées comme faisant partie des standards BPEL.
- (en) OASIS WSBPEL TC Webpage
- (en) OASIS WSBPEL TC Issues List
- (en) Spécification WS-BPEL 2.0

#### Implémentations
- EasyBPEL, moteur Open-Source (LGPL) contribué par PetalsLink, utilisé comme implémentation BPEL dans l'ESB Petals.
- Apache ODE
- OW2 Orchestra